# Смирнов, Фёдор Андреевич
Фёдор Андре́евич Смирно́в (22 февраля 1914, село Липин Бор, Новгородская губерния — 5 июля 1944, Смолевичский район, Минская область) — старший лейтенант Рабоче-крестьянской Красной Армии, участник Великой Отечественной войны, Герой Советского Союза (1945).

## Биография
Родился 22 февраля 1914 года в селе Липин Бор (ныне — Вашкинский район Вологодской области).
После окончания неполной средней школы работал сначала в колхозе, затем в райкоме ВЛКСМ. В 1936—1938 и в 1939—1940 годах проходил службу в Рабоче-крестьянской Красной Армии, участвовал в боях советско-финской войны. В июле 1941 года Смирнов в третий раз был призван в армию и направлен на фронт Великой Отечественной войны. В 1942 году он окончил военно-политическое училище.
К июню 1944 года старший лейтенант Фёдор Смирнов командовал огневым взводом 873-го истребительно-противотанкового артиллерийского полка 33-й армии 3-го Белорусского фронта. Отличился во время освобождения Минской области Белорусской ССР. 30 июня 1944 года взвод Смирнова успешно отразил немецкую контратаку, уничтожив 1 бронетранспортёр, 1 штурмовое орудие и большое количество солдат и офицеров противника. 5 июля 1944 года у деревни Ратковщина Смолевичского района он пять часов отражал немецкие контратаки, уничтожив в общей сложности 5 артиллерийских орудий, 4 пулемётные точки, 2 миномёта и большое количество солдат и офицеров противника. В тех боях Смирнов погиб.
Похоронен в деревне Студенка Смолевичского района Минской области Белоруссии.
Указом Президиума Верховного Совета СССР от 24 марта 1945 года старший лейтенант Фёдор Смирнов посмертно был удостоен высокого звания Героя Советского Союза. Также посмертно был награждён орденом Ленина.
В честь Смирнова названа улица в Липином Бору, установлены памятник в Студенке и бюст в Липином Бору.